# Familia AK-100
La familia AK-100 es una serie de fusiles Kaláshnikov, basados en el AK-74M, destinados a la exportación y venta en el mercado nacional. La familia de fusiles ofrece el sistema AK-74M, con recámara para varios cartuchos y con distintas longitudes.

## La serie AK-100

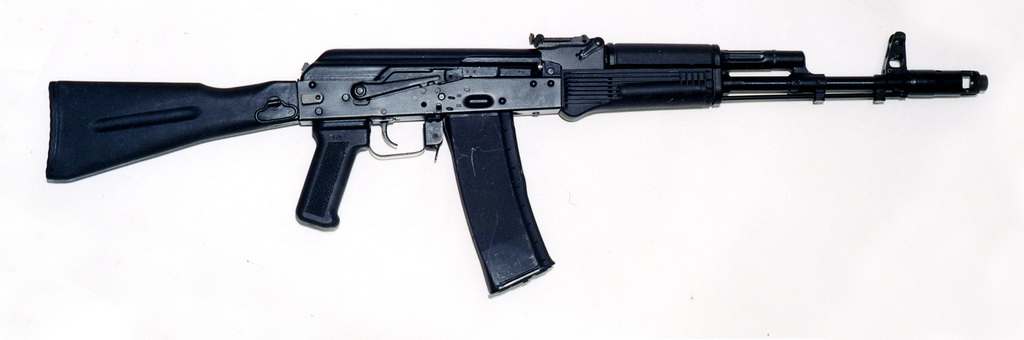
Fusil de asalto AK-101, de calibre 5,56 mm.

Los fusiles originales de la serie AK-100 se introdujeron en 1994 y se caracterizan por tener guardamanos de polímero negro, culatas de polímero plegable y el uso de los sistemas internos del AK-74M. Las piezas son altamente intercambiables.
| Munición       | Fusil de asalto | Carabina |
| -------------- | --------------- | -------- |
| 5,56 x 45 OTAN | AK-101          | AK-102   |
| 7,62 x 39      | AK-103          | AK-104   |
| 5,45 x 39      | AK-74M          | AK-105   |
| 9 × 39 mm      |                 | AK-9     |

Incluso con esas diferencias, todos los fusiles están fabricados con especificaciones similares.
- Ambos fusiles tienen una longitud de cañón de 415 mm, y todas las carabinas tienen una longitud de cañón de 314 mm.[2]
- Ambos fusiles pesan 3,6 kg (descargados), y todas las carabinas pesan 3,2 kg.[2]
- Todos los fusiles tienen un selector con: seguro, semiautomático o automático. Además, ambos fusiles también tienen una variante con ráfaga corta (3 disparos) llamada AK-10X-3 y una variante semiautomática llamada AK-10X-1.[3]

Los fusiles de la serie 100 han sido exportados y/o adoptados por varios de países, destacándose Armenia, Chipre, Serbia, Siria, Uruguay, Irán, Pakistán, Arabia Saudita, Indonesia y Venezuela.
El AK-105 también ha tenido algún uso doméstico, ocupando un papel de nicho como término medio entre el AK-74M y el AKS-74U.

### Desarrollo relacionado
Posteriormente, Kalashnikov comenzó a ofrecer los modelos AK-107, AK-108 yAK-109. Externamente son muy similares a la serie AK-100 (con algunas diferencias menores) y se ofrecen en los mismos calibres. Internamente usan un sistema operado por gas radicalmente diferente e incorporan el sistema de retroceso automático equilibrado (BARS).

## Serie AK-100M/200

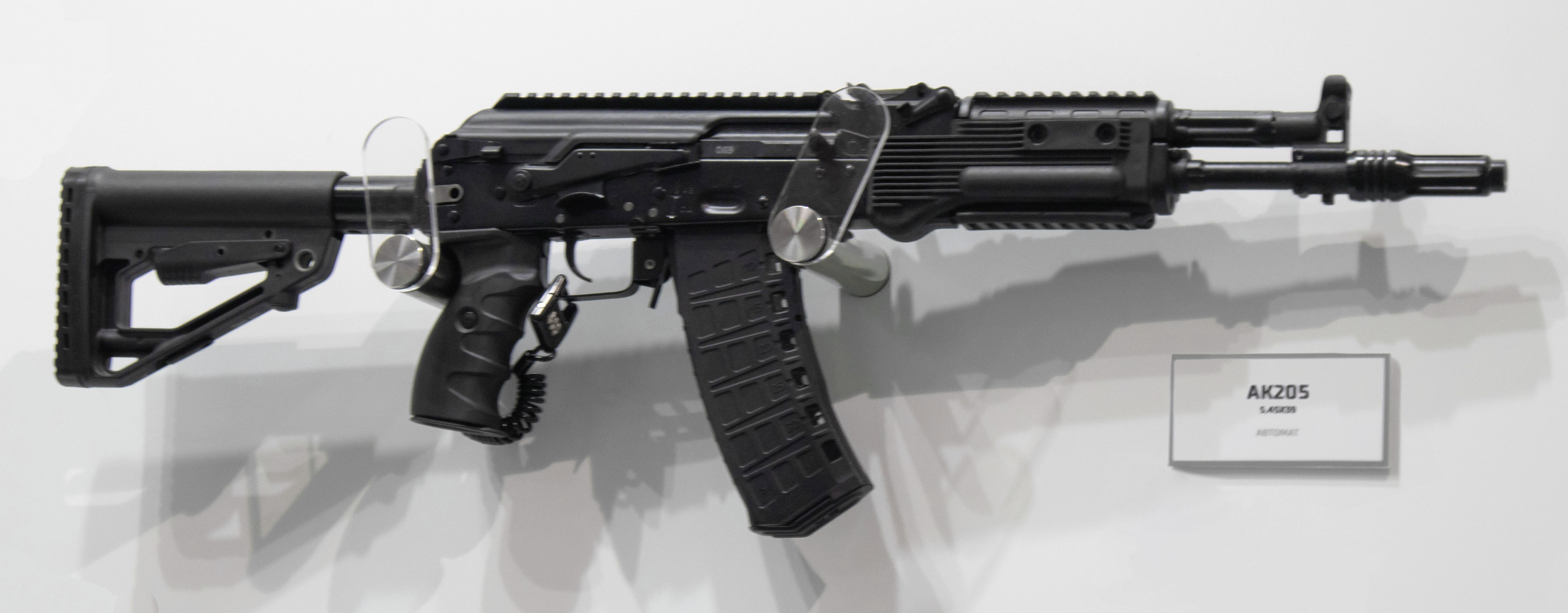
Carabina AK-205, de calibre 5,45 mm.

La familia de fusiles AK-100M/AK-200 se concibió inicialmente alrededor de 2009 como una variante mejorada de la serie básica AK-100. La mayoría de las mejoras se centraron en aspectos ergonómicos y sistemas de montaje para accesorios. El desarrollo de la familia AK-100M/AK-200 se detuvo alrededor de 2011, pero se reanudó alrededor de 2016. En 2017, Kalashnikov presentó las versiones modernizadas de la familia de fusiles AK-100. La serie AK-200 es un poco más pesada y menos avanzada en comparación con la familia AK-12, pero también más barata.[cita requerida]
A partir de 2018, los fusiles de la serie AK-200 se ofrecen para ventas de exportación y para fuerzas de seguridad en Rusia. La serie AK-200 se basa en la serie AK-100 y la AK-12. Pueden estar recamarados para los cartuchos 5,45 x 39, 5,56 x 45 OTAN y 7,62 x 39, usando un conjunto de sistema de gas y cañón similar al del AK-74M y la familia AK-100. Las mejoras añadidas del AK-12 incluyen riel Picatinny, un nuevo pistolete, una nueva culata ajustable y una nueva bocacha apagallamas. Se alimentan desde cargadores de 30 cartuchos y son compatibles con los tambores de la RPK y la RPK-74.
Los modelos de la serie AK-200 son:
| Munición       | Fusil de asalto | Carabina |
| -------------- | --------------- | -------- |
| 5,45 x 39      | AK-200          | AK-205   |
| 5,56 x 45 OTAN | AK-201          | AK-202   |
| 7,62 x 39      | AK-203          | AK-204   |

El 3 de marzo de 2019, Rusia e India inauguraron la fábrica Indo-Russia Rifles en Uttar Pradesh, India, para producir el fusil de asalto AK-203. Sin embargo, en ese momento no se había firmado ningún contrato ni se habían producido fusiles debido a desacuerdos en los precios. India firmó un contrato en agosto de 2021 para importar directamente 70.000 fusiles AK-203 de Rusia. El 6 de diciembre de 2021 finalmente Rusia e India firmaron un contrato para la entrega de más de 600.000 fusiles de asalto AK-203 de 7,62 mm que se producirán en territorio indio para el Ministerio de Defensa de la república.